# Belleau, Aisne

Belleau este o comună în departamentul Aisne din nordul Franței. În 1 ianuarie 2022 avea o populație de 133 de locuitori.